# Denkmalzone Bergstraße 1–4 (Badem)
Die Denkmalzone Bergstraße 1–4 in Badem, einer Ortsgemeinde im Eifelkreis Bitburg-Prüm in Rheinland-Pfalz, umfasst vier Gehöfte des frühen bis mittleren 19. Jahrhunderts (Nr. 1, auch als Einzeldenkmal geschützt, aus dem Jahr 1801).
Die Denkmalzone ist eine gut erhaltene Baugruppe am Westrand des östlichen Ortskerns. Westlich der Bergstraße liegen zwei versetzt parallel zueinander stehende Quereinhäuser (Nr. 1 und Nr. 3). 
Die beiden kleinen, traufständigen Streckhöfe an der Ostseite der Straße (Nr. 2 und Nr. 4 aus dem Jahr 1854) entstanden Mitte des 19. Jahrhunderts nach der Teilung eines älteren Anwesens. 
Alle vier Gehöfte besitzen ähnliche Baumaterialien und Architekturformen.